# Thomisops pupa
Thomisops pupa är en spindelart som beskrevs av Karsch 1879. Thomisops pupa ingår i släktet Thomisops och familjen krabbspindlar. Inga underarter finns listade i Catalogue of Life.